# Юадаров, Климентий Германович
Климентий Германович Юадаров (также известен как Клим Германович Юадаров; 16 декабря 1946, дер. Цыганово, Горномарийский район, Марийская АССР, РСФСР, СССР — 21 октября 2021) — марийский филолог, языковед, этнограф и краевед. Исследователь горномарийского языка и истории Горномарийского края. Автор свыше 60 печатных работ, а том числе 9 монографий, 3 из которых переиздавались.

## Биография
После окончания средней школы поступил на физико-математический факультет Марийского педагогического института им. Н. К. Крупской, но проучившись год, в 1966 году поступил на русско-марийское отделение историко-филологического факультета того же института. Окончил его в 1971 году. В период обучения принимал участие в фольклорных и диалектологических экспедициях. Первые его научные работы были напечатаны в институтской газете «Смена». В разные годы работал заведующим кабинетом издания учебников и учебно-методических пособий в Марийском институте усовершенствования учителей, методистом по национальным проблемам в Йошкар-Олинском педагогическом училище.
Является основателем, редактором и издателем горномарийского научно-популярного альманаха «Родной край».

## Почётные звания
- Заслуженный работник культуры Республики Марий Эл (1998)

## Список монографий
- Акцорин В. А., Егоров Н., Юадаров К. Г. Кырык мары частушкывлä.— Йошкар-Ола, 1971.  (горномар.)
- Юадаров К. Г. Русско-марийский словарь.— Йошкар-Ола, 1979.
- Юадаров К. Г. Ире вӹдет йога.— Йошкар-Ола, 1993.  (горномар.)
- Юадаров К. Г. Горные марийцы.— Изд. 2-е.— Йошкар-Ола, 1995.
- Юадаров К. Г. Марийская крестьянская кухня.— Йошкар-Ола, 1995.
- Юадаров К. Г. Русско-горномарийский словарь.— Йошкар-Ола, 1996.
- Юадаров К. Г. Словарь-справочник краеведа.— Йошкар-Ола, 1996.
- Юадаров К. Г. Горномарийский язык: учебное пособие для учителей родного языка, студентов.— Йошкар-Ола, 1997.
- Юадаров К. Г. Вера предков: язычество.– Йошкар-Ола, 1999.
- Юадаров К. Г. Горномарийско-русский фразеологический словарь.— Йошкар-Ола, 2000.
- Юадаров К. Г. У истоков просвещения и образования горных мари.— Йошкар-Ола, 2000.
- Юадаров К. Г. Каталог книг по языку, литературе и культуре горных мари.— Йошкар-Ола, 2001.
- Юадаров К. Г. Юмын ӱдыр (дочь Бога).— Йошкар-Ола, 2003.
- Юадаров К. Г. Менталитет горных мари.— Йошкар-Ола, 2003.
- Юадаров К. Г. Песни горных мари.— Йошкар-Ола, 2005.
- Юадаров К. Г. Марийская крестьянская кухня.— Изд. 2-е.— Йошкар-Ола, 2006.
- Юадаров К. Г. Вера предков: язычество.– Изд. 2-е.— Йошкар-Ола, 2007.
- Юадаров К. Г. Горные марийцы.— Изд. 4-е.— Йошкар-Ола, 2008.
- Юадаров К. Г. Менталитет горных мари.— Изд. 2-е.— Йошкар-Ола, 2008.
- Юадаров К. Г. Край горномарийский.— Йошкар-Ола, 2008.
- Юадаров К. Г. Окончательное формирование МАО в 1924-1931 годы.— Йошкар-Ола, 2011.
- Юадаров К. Г. Окончательное формирование МАО в 1924-1931 годы.— Изд. 2-е.— Йошкар-Ола, 2013.
- Юадаров К. Г. Марла мары овуцавлӓ.— Йошкар-Ола, 2015.  (горномар.)
- Юадаров К. Г. Сирӹмем дӓ шанымашем.— Йошкар-Ола, 2015.  (горномар.)
- Юадаров К. Г. Сборник горномарийских песен (авторских и народных).— Йошкар-Ола.
- Юадаров К. Г. Кырык мары сӱӓн.— Йошкар-Ола.  (горномар.)
- Юадаров К. Г. Тӹньжӹ лӓктӹн кемӹкет.— Йошкар-Ола.  (горномар.)
- Юадаров К. Г. Тошты мары ӹлӹмӓш гӹц.— Йошкар-Ола.  (горномар.)
- Юадаров К. Г. На земле горных мари: путеводитель.— Йошкар-Ола.
- Юадаров К. Г. Шӧртньӹ пӹрцӹквлӓ.— Йошкар-Ола.  (горномар.)